# Лесото на Светском првенству у атлетици на отвореном 2019.
Лесото је учествовао на 17. Светском првенству у атлетици на отвореном 2019. одржаном у Дохи од 27. септембра до 6. октобра седамнаести пут, односно учествовао је на свих првенствима до данас . Репрезентацију Лесота представљала је 1 атлетичарка која се такмичила у трци на 800 метара.,
На овом првенству такмичарка Лесота није освојила ниједну медаљу нити је остварила неки резултат јер је дисквалификована.

## Учесници
Жене:
- Tsepang Sello — 800 м

## Резултати

### Жене
| Атлетичарка   | Дисциплина | Лични рекорд | Квалификације    | Квалификације    | Полуфинале            | Полуфинале            | Финале                | Финале                | Детаљи |
| Атлетичарка   | Дисциплина | Лични рекорд | Резултат         | Место            | Резултат              | Место                 | Резултат              | Место                 | Детаљи |
| ------------- | ---------- | ------------ | ---------------- | ---------------- | --------------------- | --------------------- | --------------------- | --------------------- | ------ |
| Tsepang Sello | 800 м      | 2:05,04      | Дисквалификована | Дисквалификована | Није се квалификовала | Није се квалификовала | Није се квалификовала | Није се квалификовала |        |